# Nils Hylander
Nils Hylander, född 24 oktober 1904 i Norrköping, död 28 juli 1970 i Uppsala, var en svensk botaniker.
Hylander tog studentexamen vid Norrköpings högre allmänna läroverk 1923, påbörjade studier vid Uppsala universitet 1923, blev filosofie kandidat 1933, filosofie licentiat 1938, filosofie doktor 1943 och docent i botanik 1943. Han var förste trädgårdsintendent vid Botaniska trädgården i Uppsala från 1 november 1953, vilket var en personlig befattning som han behöll till sin död.
Hylanders främsta insatser utförde han inom taxonomin för svenska kärlväxter. 1953 utkom första delen av Nordisk kärlväxtflora, och den andra delen 1966. Tanken var att utge fem delar. Han invaldes som ledamot av Vetenskapssocieteten i Uppsala 1964 och tilldelades professors namn 1967.
Han var bror till Ivar Hylander. Nils Hylander är begravd på Uppsala gamla kyrkogård.
Auktorsnamnet Hyl. kan användas för Nils Hylander i samband med ett vetenskapligt namn inom botaniken; se Wikipediaartiklar som länkar till auktorsnamnet.